# Йозеф Банаш
Йозеф Банаш (слов.:Jozef Banáš; *27 вересня 1948, Братислава) — словацький політик, дипломат, драматург, телесценарист та найбільшою мірою письменник. Роман «Зона натхнення» вийшов українською мовою (2012).

## Біографія
Працював у системі Міністерства закордонних справ комуністичної Чехословаччини, був консулом у східній Німеччині та Австрії. Перші телесценарії написав і втілив у 1970-их роках. У 2000-их зосереджується на літературній творчості. 2012 в Ужгороді виходить його роман «Зона натхнення», перекладений українською мовою Іваном Яцканином. Значна частина дії роману відбувається на українському Закарпатті, у селі Колодне.
Багато працює політичним оглядачем, колумністом для європейських видань.
У 1990-их був звинувачений у співпраці з комуністичними спецслужбами, але у суді оспорював автентичність свого підпису під листом-згодою на співпрацю.
Дочка - відома телеведуча Адела Банашова. 